# Herr, deine Augen sehen nach dem Glauben
Herr, deine Augen sehen nach dem Glauben (Seigneur, tes yeux se tournent vers les croyants) (BWV 102), est une cantate religieuse de Johann Sebastian Bach composée à Leipzig en 1726.

## Histoire et livret
Bach écrivit cette cantate pour le dixième dimanche après la Trinité et la dirigea le 25 août 1726. Pour cette destination liturgique, deux autres cantates ont franchi le seuil de la postérité : les BWV 46 et 101. Elle aurait été reprise en 1737.
Les lectures obligatoires sont Cor 12,1-11 et Luc 19,41-49 (Jésus annonce la destruction de Jérusalem et chasse les marchands du Temple). Le texte se réfère de façon générale aux lectures prescrites et appelle au repentir immédiat de l'âme. Deux mouvements sont basés sur des textes bibliques, le chœur d'ouverture sur Jer 5,3 et le quatrième mouvement sur Rom 2,4-5. La cantate se clôt avec les 6e et 7e vers du choral So wahr ich lebe, spricht dein Gott de Johann Heermann (1630). Le texte a été attribué à divers auteurs, CS Terry suggère Christian Weiss, Werner Neumann soupçonne Christiana Mariana von Ziegler, Walther Blankenburg quant à lui pense à Christoph Helm.

## Structure et instrumentation
La cantate est écrite pour flûte traversière, deux hautbois, deux violons, alto, et basse continue, alto, ténor et basse solistes et chœur à quatre voix. Il y a deux parties, la seconde devant être jouée après le sermon. Il est inhabituel que la seconde partie ne commence pas avec la parole biblique au quatrième mouvement mais au cinquième.
Première partie :
1. chœur : Herr, deine Augen sehen nach dem Glauben
2. récitatif (basse) : Wo ist das Ebenbild, das Gott uns eingepräget
3. aria (alto, hautbois) : Weh der Seele, die den Schaden nicht mehr kennt
4. arioso (basse) : Verachtest du den Reichtum seiner Gnade
Seconde partie :
5. aria (ténor, flûte) : Erschrecke doch, du allzu sichre Seele
6. récitatif (alto, hautbois) : Beim Warten ist Gefahr
7. Chorale : Heut lebst du, heut bekehre dich

## Musique
Le chœur d'ouverture est une œuvre de maturité contenant une combinaison complexe de pièces vocales et instrumentales et différents moyens expressifs illustrant le texte. La sinfonia d'ouverture est composée de deux parties qui se répètent, individuellement et collectivement. Les mots Herr, deine Augen se répètent trois fois.
Bach reprendra la musique du chœur inaugural pour le Kyrie de la Messe en sol mineur BWV 235 ainsi que deux arias (3 et 5) pour Qui tollis und Quoniam dans le Gloria de sa Messe en fa majeur BWV 233.
La voix basse dans le quatrième mouvement, indiquée arioso par Bach lui-même est traitée de manière similaire au Vox Christi (la voix de Jésus) dans les Passions et les cantates. La section basse a été interprétée par des chanteurs qui ne sont pas spécialisés dans la musique baroque, tels que Dietrich Fischer-Dieskau, dirigé par Benjamin Britten au Festival d'Aldeburgh.
La cantate se conclut avec deux strophes du choral en un simple arrangement de chœur à quatre voix.

## Sources
- Gilles Cantagrel, Les cantates de J.-S. Bach, Paris, Fayard, mars 2010, 1665 p.  (ISBN 978-2-213-64434-9)

- (de) Cet article est partiellement ou en totalité issu de l’article de Wikipédia en allemand intitulé « Herr, deine Augen sehen nach dem Glauben » (voir la liste des auteurs).